# Каука (река)
Каука (шп. Río Cauca) је река у Јужној Америци и друга река по дужини у Колумбији. Извире у Северним Андима, недалеко од града Попајан и представља удолину између Западних и Централних Кордиљера. Површина слива је 63.300 km², а укупна дужина износи 1.350 km. Каука се улијева у реку Магдалену која утиче у Карипско море. Од извора до ушћа у долини Кауке налази се неколико насеља - Кали, Переира, Медељин и др.

## Галерија
- Мост на реци Каука
- Каука у близини Попајана
- Доњи део тока реке